# 설후
설후(薛珝, ? ~ 271년)는 중국 삼국 시대 동오의 관료로, 예주 패군 죽읍현 사람이며 설종의 아들이다.

## 행적
경제 시절에 오관중랑장을 지냈으며, 촉에 말을 구하러 갔다가 돌아와서는 경제가 촉의 정치를 묻자 그 폐정의 실태를 말했다.
관위는 위남장군에 이르렀다. 건형 원년(269년), 감군 우사, 창오태수 도황과 함께 위남장군 · 대도독으로서 형주에서 출발하여 교지를 치러 갔다. 도황이 진나라의 교지태수 양직(楊稷)과 싸워 지자 꾸짖고 회군하려 했으나, 도황이 구진태수 동원(董元)을 습격하여 보물을 뺏어 돌아오자 사례했다. 건형 3년(271년), 도황과 우사와 함께 교지군을 함몰했으나, 귀로에 병사했다.

## 같이 보기
- 삼국지 인물 목록